# Satteltasche

Satteltasche am Fahrrad

Satteltaschen sind Taschen, die an einem Sattel befestigt werden. Es gibt sie für Zweiräder (Fahrräder, Motorräder) und Reittiere wie Pferde, Esel und Kamele.

## Fahrrad
Die Satteltasche wird am Fahrradsattel und/oder der Sattelstütze fixiert.
Gängig sind folgende Befestigungssysteme:
- Befestigung an der Sattelstütze mit zusätzlicher Befestigung an den Sattelstreben
- Befestigung mittels Schlaufen an den Sattelstreben
- Befestigung mittels eines Klickmechanismus an den Sattelstreben

Meistens dienen diese Taschen dazu, zusätzliche Ausrüstung wie einen Ersatzschlauch, Flickzeug oder zusätzliches Werkzeug auf einer Fahrradtour zu transportieren. Größeres Gepäck für Fahrradtouren kann in Packtaschen oder einem Fahrradanhänger transportiert werden.

## Pferd

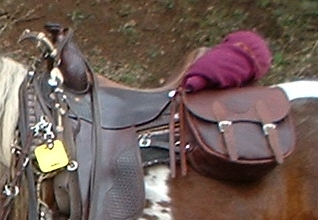
Satteltasche am Westernsattel

Gepäck sollte zu Pferd in Satteltaschen mitgenommen werden, da mit anderen Transportbehältern, z. B. einem schweren oder halbvollen Rucksack kaum noch eine andere Gangart als Schritt (oder eventuell noch Tölt) möglich ist. Der Rucksack entwickelt bei Gangarten mit Schwebephase so viel Eigendynamik, dass Rhythmus und Gleichgewicht des Reiters beeinträchtigt werden.
Es gibt beidseitige Satteltaschen, die hinter dem Sattelsitz an Ösen gebunden werden, Bananentaschen, die mittig hinter den Sattelsitz gehören und beim Westernsattel zusätzlich einseitige oder beidseitige Horntaschen, die über das Horn gehängt werden.
Für Sättel ohne Ösen gibt es Schabracken mit aufgenähten Taschen.